# 559 до н. е.

## Події
- Помер перський цар Камбіс І, йому спадкував син Кір II Великий (†529 до н. е.) — перський цар, засновник могутньої Перської держави.

### Астрономічні явища
- 14 січня. Кільцеподібне сонячне затемнення.[1]
- 9 липня. Повне сонячне затемнення.[1]
- 4 грудня. Часткове сонячне затемнення.[1]